# Estádio Peter Mokaba
O Estádio Peter Mokaba (em inglês:  Peter Mokaba Stadium) é um estádio de futebol localizado na cidade de Polokwane, na África do Sul. Foi uma das sedes oficiais da Copa do Mundo FIFA de 2010 e do Campeonato das Nações Africanas de 2014, ambos realizados no país. Além disso, é oficialmente a casa onde o Polokwane City e o Baroka FC mandam seus jogos oficiais por competições nacionais. Sua capacidade máxima é de 41 733 espectadores.

## Homenagem
O nome do estádio rende homenagem à Peter Mokaba, ilustre militante da luta pela queda do regime do apartheid que vigorou na África do Sul durante boa parte do século XX. Mokaba nasceu e foi criado em Polokwane, onde ficou conhecido nacionalmente pela combatividade e pela liderança inspiradora. Faleceu em 9 de junho de 2002, aos 43 anos, vítima de pneumonia.

## Partidas importantes

### Copa do Mundo FIFA de 2010
| Data   | Hora (UTC+2) | 1ª equipe | Placar | 2ª equipe     | Fase    | Público |
| ------ | ------------ | --------- | ------ | ------------- | ------- | ------- |
| 13 jun | 13:30        | Argélia   | 0-1    | Eslovênia     | Grupo C | 30 325  |
| 17 jun | 20:30        | França    | 0-2    | México        | Grupo A | 35 370  |
| 22 jun | 20:30        | Grécia    | 0-2    | Argentina     | Grupo B | 38 891  |
| 24 jun | 16:00        | Paraguai  | 0-0    | Nova Zelândia | Grupo F | 34 850  |